# Ісаєнко Євгеній Юрійович
Євгеній Юрійович Ісаєнко (нар. 7 серпня 2000, Вінниця, Україна) — український футболіст, нападник «Металіста».

## Клубна кар'єра
Народився 7 серпня 2000 року у Вінниці. Починав займатися футболом у команді ВОДЮСШ (Вінницька обласна дитячо-юнацька спортивна школа), але в 2014 році перебрався до академії «Динамо» (Київ). Виступав за киян у першості ДЮФЛУ. З 2017 року грав у юнацькому чемпіонаті України, ставши найкращим бомбардиром юнацької першості 2017/18 з 17-ма голами, чим допоміг своїй команді святкувати успіх у турнірі.
13 квітня 2019 року в матчі чемпіонату України проти «Маріуполя» (1:0) дебютував за першу команду «біло-синіх», замінивши на 70-й хвилині Сергія Сидорчука. Втім, здебільшого Ісаєнко продовжував грати за молодіжну команду і в сезоні 2019/20 став її найкращим бомбардиром (8 м'ячів у 16 матчах). У першому турі молодіжної першості України сезону 2020/21 відзначився за «Динамо» U-21 п'ятьма голами у ворота молодіжного складу донецького «Олімпіка» (9:0). Через кілька днів після цього Ісаєнко був відданий в оренду в «Колос» (Ковалівка) до кінця сезону. 19 вересня 2020 року дебютував за ковалівців у матчі Прем'єр-ліги проти «Львова» (4:0), вийшовши на заміну на 76-й хвилині та в додатковий час забивши свій перший гол у вищому дивізіоні.

## Виступи за збірну
У складі юнацької збірної України U-17 був учасником фінальної частини чемпіонату Європи серед юнаків до 17 років.